# Парламентские выборы в Гвинее (2013)
Парламентские выборы в Гвинее прошли 28 сентября 2013 года. На них были избраны 114 депутатов Национальной ассамблеи.

## История
Предыдущие парламентские выборы в Гвинее проходили в 2002 году и следующий парламент должен был избираться в июне 2007 году. Однако, из-за всеобщей забастовки 2007 года они были поначалу перенесены на декабрь 2007 года, а затем откладывались ещё несколько раз по различным внутриполитическим причинам. В декабре 2008 года после смерти президента Лансаны Конте произошёл военный переворот и капитан армии Мусса Дадис Камара объявил о роспуске правительства, конституционных органов и приостановке действия Конституции. Военные заявили о проведении парламентских выборов в мае 2009 года, но затем дата вновь постоянно переносилась. В 2010 году на президентских выборах победил Альфа Конде. Парламентские выборы были назначены на декабрь 2011 году, но были перенесены по соображениям безопасности. В апреле 2012 года Конде объявил о переносе выборов на неопределённый срок.

## Результаты
- 53 мандата у Партии «Объединение гвинейского народа» (RPG), лидер Альфа Конде;
- 37 мандатов у Союза Демократических сил Гвинеи (UFDG), лидер Селлу Далейн Диалло (Cellou Dalein Diallo);
- 10 мандатов у Союза Республиканских сил (UFR), лидер Сидя Туре (Sidya Touré);
- 2 мандата у Партии Надежды и социального развития (PEDN), лидер Лансана Куяте (Lansana Kouyaté);
- 2 мандата у Союза за прогресс Гвинеи (UPG), лидер Жан Мари Доре (Jean Marie Doré).

## Последствия
С результатами выборов не согласилась оппозиция, которая предъявляла массу претензий, как к подготовке выборов, так и непосредственно к выборному процессу, о чем они подали ряд жалоб в Независимую Национальную Избирательную Комиссию (CENI), а также в Верховных суд. Оппозицией были организованы протесты, которые не обошлись без жертв. Выступления были достаточно жестко подавлены, сторонники и представители оппозиции, вышедшие на улицу, были арестованы и многие в итоге осуждены.